# Pireneje Wschodnie
Pireneje Wschodnie (fr. Pyrénées-Orientales, wymowaⓘ lub ⓘ, piʀene(z)ɔʀjɑ̃ˈtal) – francuski departament, położony w Pirenejach, w regionie Oksytania, oznaczony numerem 66. Utworzony został podczas rewolucji francuskiej 4 marca 1790. 
Według danych na rok 2010 liczba mieszkańców departamentu wynosi 448 543 mieszk. (gęstość zaludnienia 108 os./km²), powierzchnia departamentu to 4116 km². Ośrodkiem administracyjnym (prefekturą) i największym miastem departamentu jest Perpignan. 
Terytorium departamentu zasadniczo odpowiada historycznej prowincji Roussillon, której większą część stanowi Katalonia Północna. Obszar departamentu należał początkowo do Katalonii, do Francji został w większości przyłączony dopiero w XVII–XVIII wieku. Z tego powodu znaczna część jego mieszkańców to Katalończycy.
W 2023 roku w skład departamentu wchodziło 226 gmin (lista).

## Miejscowości
Największe miejscowości departamentu (w nawiasach liczba ludności w 2021 roku):

- Perpignan (119 656)
- Canet-en-Roussillon (12 598)
- Saint-Estève (11 550)
- Saint-Cyprien (11 398)
- Argelès-sur-Mer (10 792)
- Pia (10 733)
- Cabestany (10 338)
- Saint-Laurent-de-la-Salanque (10 010)
- Elne (9428)
- Rivesaltes (9099)
- Thuir (8173)
- Le Soler (7846)
- Céret (7648)
- Bompas (7619)
- Toulouges (7334)
- Canohès (6534)
- Prades (6124)
- Le Barcarès (6049)
- Saleilles (5671)
- Ille-sur-Têt (5538)
- Pollestres (5402)
- Le Boulou (5321)
- Sainte-Marie-la-Mer (4784)
- Claira (4681)
- Banyuls-sur-Mer (4671)
- Bages (4482)
- Millas (4294)
- Villeneuve-de-la-Raho (4270)